# Picking Up the Pieces (Aga Zaryan)
Picking Up the Pieces è il secondo album in studio della cantante polacca Aga Zaryan, pubblicato il 27 novembre 2006 su etichetta discografica Cosmopolis.

## Tracce
1. Day Dream – 3:25
2. Throw It Away – 4:21
3. Picking Up the Pieces – 1:59
4. Woman's Work – 4:21
5. Answer Me, My Love – 4:02
6. The Man I Love – 5:72
7. Here's to Life – 7:02
8. It Might as Well Be Spring – 4:31
9. Sophisticated Lady – 5:13
10. Suzanne – 6:33
11. Tender as a Rose – 3:06

## Classifiche
| Classifica (2011) | Posizione massima |
| ----------------- | ----------------- |
| Polonia           | 1                 |